# Liste deutscher U-Boot-Klassen
Diese Liste gibt eine Übersicht über die U-Boot-Klassen der deutschen Seestreitkräfte.

## Deutsches Reich–Kaiserliche Marine(1872–1918)
| Klasse                                             | Anzahl i. D. | Baujahre  | Hersteller                                                                                               | Bekannte Einheiten               |
| -------------------------------------------------- | --- | --------- | --- | -------------------------------- |
| Einzelne U-Boot-Projekte bis 1919, Flotten-U-Boote | 108 U 1 – U 18 mit Petroleummotoren, U 19 – U 42, U A Ms-Typen (Mobilmachungstypen): U 43 – U 65, U 81 – U 114, U 160 – U 165 Große Ms-Typen: U 135, U 136 | 1905–1918 | Bremer Vulkan Krupp Germaniawerft, Kiel F. Schichau, Danzig Kaiserliche Werft Danzig Fiat-Laurenti-Werft | U 1, U 9, U 20, U 21, U 35, U 53 |
| U-Boot-Klasse UB                                   | 17 Typ I, 30 Typ II, 89 Typ III | 1914–1918 | AG Weser, Bremen Blohm & Voss, Hamburg Krupp Germaniawerft AG Vulcan Hamburg                             |                                  |
| U-Boot-Klasse UC                                   | 15 Typ I, 64 Typ II, 16 Typ III | 1914–1918 | AG Weser, Bremen Blohm & Voss, Hamburg Krupp Germaniawerft Kaiserliche Werft Danzig AG Vulcan Hamburg    |                                  |
| U-Boot-Klasse UD                                   | 5 | 1913–1915 | Krupp Germaniawerft                                                                                      | ex-österreichisch-ungarisch      |
| U-Boot-Klasse UD 1                                 | 1 – Projekt 50 | 1918      | Kaiserliche Werft Kiel                                                                                   | nur Bauvorbereitung              |
| U-Boot-Klasse UE                                   | 10 UE I – Projekt 38 9 UE II – Projekt 45 | 1914–1918 | Kaiserliche Werft Danzig AG Vulcan Hamburg                                                               |                                  |
| U-Boot-Klasse U139                                 | 3 – Projekt 46 | 1916–1918 | Krupp Germaniawerft                                                                                      |                                  |
| U-Boot-Klasse U142                                 | 1 – Projekt 46a | 1916–1918 | Krupp Germaniawerft                                                                                      |                                  |
| U-Boot-Klasse U151 ex Handels-U-Boote              | 7 (ohne Projekt-Nr.) | 1916–1918 | Flensburger Schiffbau-Gesellschaft Krupp Germaniawerft                                                   | U 155 (ex U-Deutschland)         |
| U-Boot-Klasse UF                                   | 48 Projekt 48 54 Projekt 48a | 1918      | Schichau, Joh. C. Tecklenborg-Werft, Atlas-Werke AG, AG Neptun Rostock, Seebeck-Werft                    | nicht fertiggestellt             |
| U-Boot-Klasse UG                                   | geplant 101 – Projekt 51 | ab 1919   | verschiedene                                                                                             | kein Bauauftrag mehr erteilt     |

## Deutsches Reich–Reichsmarine(1921–1935) – nur Export
Zur Erhaltung und Weiterentwicklung der deutschen U-Boot-Konstruktionsfähigkeiten unter Umgehung des Versailler Vertrages
finanzierte die Reichsmarine das Ingenieurskantoor voor Scheepsbouw (IvS). Sämtliche U-Boote wurden für fremde Nationen auf ausländischen Werften gebaut. Die Werftprobefahrten wurden teilweise zur Ausbildung von deutschen U-Boot-Besatzungen genutzt.
| Klasse           | Anzahl i. D.   | Baujahre  | Hersteller                                 | Bemerkungen                                        |
| ---------------- | -------------- | --------- | ------------------------------------------ | -------------------------------------------------- |
| Vetehinen-Klasse | 3 für Finnland | 1926–1931 | Crichton-Vulcan, Turku                     |                                                    |
| E 1-Klasse       | 1 für Spanien  | 1929–1931 | Astilleros Echevarrieta y Larrinaga, Cádiz | Prototyp für Typ I, als Gür an die Türkei verkauft |
| Delfinen-Klasse  | 3 für Schweden | 1932–1937 | Kockums, Malmö                             |                                                    |

## Deutsches Reich–Kriegsmarine(1935–1945)
| Klasse                             | Anzahl i. D.                                                                      | Baujahre  | Hersteller | Berühmte Einheiten                                                         |
| ---------------------------------- | --------------------------------------------------------------------------------- | --------- | --- | -------------------------------------------------------------------------- |
| U-Boot-Klasse I                    | 2 Typ I A                                                                         | 1935–1936 | AG Weser |                                                                            |
| U-Boot-Klasse II „Einbaum“         | 6 Typ II A, 20 Typ II B, 8 Typ II C, 16 Typ II D                                  | 1935–1941 | Deutsche Werke, Flender-Werke, Krupp Germaniawerft                                                                  |                                                                            |
| U-Boot-Klasse VII                  | 10 Typ VII A, 25 Typ VII B, 658 Typ VII C (1940), 6 Typ VII D (1941), 4 Typ VII F | 1935–1944 | u. a. AG Weser, Deutsche Werke, Kriegsmarinewerft Wilhelmshaven Howaldtswerke/Kriegsmarinewerft Kiel, Bremer Vulkan | U 47, U 48, U 96 (Film „Das Boot“), U 99, U 995 (Museumsboot Laboe), U 100 |
| U-Boot-Klasse IX                   | 8 Typ IX A, 14 Typ IX B, 140 Typ IX C, 2 Typ IX D1, 29 Typ IX D2                  | 1936–1944 | AG Weser, Seebeckwerft, Deutsche Werft                                                                              | U 505, U 864                                                               |
| U-Boot-Klasse X „Minenleger“       | 8 Typ X B                                                                         | 1939–1944 | Krupp Germaniawerft                                                                                                 | U 234                                                                      |
| U-Boot-Klasse XI „U-Kreuzer“       | vier in Auftrag gegeben, keines fertiggestellt                                    | 1939      | Deschimag, Bremen                                                                                                   |                                                                            |
| U-Boot-Klasse XIV „Milchkuh“       | 10                                                                                | 1939–1943 | Deutsche Werke |                                                                            |
| U-Boot-Klasse XVII                 | 4                                                                                 | 1942–1944 | Blohm & Voss, Krupp Germaniawerft                                                                                   | Walter-Versuchsboote                                                       |
| U-Boot-Klasse XVIII                |                                                                                   | 1943      | Deutsche Werke Krupp Germaniawerft                                                                                  |                                                                            |
| U-Boot-Klasse XXI „Elektroboot“    | 123                                                                               | 1943–1945 | Blohm & Voss, AG Weser, Schichau Danzig                                                                             | (Museumsboot Wilhelm Bauer)                                                |
| U-Boot-Klasse XXII „Küsten-U-Boot“ | 36 in Auftrag gegeben, annulliert                                                 | 1943      | Howaldtswerke/Kriegsmarinewerft Kiel                                                                                |                                                                            |
| U-Boot-Klasse XXIII                | 61                                                                                | 1943–1945 | Deutsche Werft, Krupp Germaniawerft, Marinewerft Toulon                                                             |                                                                            |
| U-Boot-Klasse XXVI                 | 4 in Produktion, Bau abgebrochen                                                  | 1943–1945 | Blohm & Voss |                                                                            |
| Typ XXVII                          | Kleinst-U-Boote                                                                   | 1944–1945 | Germaniawerft, Kiel und Schichau, Elbing                                                                            |                                                                            |

## Deutschland–Bundesmarine/Deutsche Marine(seit 1956)
| Klasse              | Anzahl i. D. | Baujahre  | Hersteller                                              | Bekannte Einheiten                                                          |
| ------------------- | --- | --------- | ------------------------------------------------------- | --------------------------------------------------------------------------- |
| U-Boot-Klasse 240   | 2 für Deutschland durch Modifikation von Typ XXIII-Booten (Verlängerung, Änderung der Turmverkleidung usw.) |           | Blohm + Voss, Hamburg                                   | U-Hai                                                                       |
| U-Boot-Klasse 241   | 1 für Deutschland durch Modifikation eines Typ XXI-Bootes mit der doppelten Maschinenanlage der Klasse 201 und neuer Turmverkleidung | 1960      | Kieler Howaldtswerke AG, Kiel                           | Wilhelm Bauer                                                               |
| Klasse 201          | 3 für Deutschland gebaut davon 1 vorübergehend an Norwegen zu Testzwecken ausgeliehen 1 für Deutschland zum Erprobungsträger für Hecktorpedorohre umgerüstet | 1960–1962 | Kieler Howaldtswerke AG, Kiel                           | U 1 erster U-Boot-Neubau Deutschlands nach dem Zweiten Weltkrieg            |
| Klasse 202          | 2 für Deutschland | 1965–1966 | Atlas-Werke AG, Bremen                                  |                                                                             |
| Klasse 203          | nicht realisierte Klasse von elektrischen Klein-U-Booten (ähnlich Klasse 202) ohne eigene Nachlademöglichkeit der Batterien | -         | -                                                       | -                                                                           |
| Klasse 204          | nicht realisierte Klasse von U-Booten (ähnlich Klasse 206) mit Walter-Antrieb | -         | -                                                       | -                                                                           |
| Klasse 205          | 13 Stück in teils stark abweichenden Bauformen gebaut davon 11 für Deutschland und davon später 1 für Deutschland zum Erprobungsträger für AIP-Antriebe umgerüstet 1 für Deutschland zum Unterwasserzielschiff umgerüstet 1 für Deutschland zum Klasse 212 A-Erprobungsträger umgerüstet 2 in Dänemark für die Dänische Marine gebaut | 1961–1969 | Kieler Howaldtswerke AG, Kiel Orlogsværftet, Kopenhagen | U 12 (S191) Kollision mit DDR-Frachter Fritz Reuter (02.04.1971)            |
| Klasse 206          | 18 für Deutschland gebaut davon 12 für Deutschland zum Typ 206 A umgerüstet davon 4 (2 als Ersatzteilspender) durch Kolumbien weiter genutzt, Möglichkeit zur Verwendung eines externen Minengürtels | 1973–1975 | HDW, Kiel                                               | U 24 (S173) gelang 2001 im Manöver die simulierte Versenkung der Enterprise |
| Klasse 208          | nicht realisierter Jagd-Uboot-Entwurf mit Walter-Antrieb für den Nordseeeinsatz, geplant als Ergänzung zur Klasse 206 | -         | -                                                       | -                                                                           |
| Klasse 211          | nicht realisierter Entwurf TR1600, geplant als Ersatz der Klasse 206 | -         | -                                                       | -                                                                           |
| Klasse 212 A        | 4 für Deutschland 4 für Italien | ab 2002   | HDW, Kiel Nordseewerke, Emden Fincantieri, La Spezia    |                                                                             |
| Klasse 212 A 2. Los | 2 für Deutschland | ab 2014   | HDW, Kiel                                               |                                                                             |
| Klasse 212 CD       | 6 für Deutschland 6 für Norwegen | ab 2029   | ThyssenKrupp Marine Systems, Kiel                       | -                                                                           |